# 6234 Sheilawolfman
6234 Sheilawolfman este un asteroid din centura principală de asteroizi.

## Descriere
6234 Sheilawolfman este un asteroid din centura principală de asteroizi. A fost descoperit pe 30 septembrie 1986 la Observatorul Kleť de Zdeňka Vávrová. Asteroidul prezintă o orbită caracterizată de o semiaxă mare de 2,26 ua, o excentricitate de 0,18 și o înclinație de 4,0° în raport cu ecliptica.